# Trix Gilmore
Lorelai "Trix" Gilmore er en fiktiv person i tv-serien Gilmore Girls spillet af Marion Ross
Lorelai er mor til Richard Gilmore og har givet navn til sit barnebarn Lorelai Gilmore. Richard kalder hende "Trix". Hun var gift med Richards far, Charles Gilmore, som døde før serien startede. Efter sin mands død boede Trix i London, men i hendes sidste år opholdt hun sig også i Hartford i  Connecticut, hvor også Richard boede. Hun sås kun i serien nogle få gange i de første fire sæsoner indtil hun døde i sæson 4 episode 16. Når hun medvirkede var det til stor plage for svigerdatteren Emily. 
Hun var meget imod sin søns ægteskab med Emily og lagde heller ikke skjul på det. Efter Trixs død fandt Emily et brev til Richard under oprydningen. I det skrev Trix til Richard dagen før deres bryllup, at han skulle aflyse brylluppet til fordel for en ungdomskæreste Pennelyn Lott. Det skete imidlertid ikke, idet Richard virkelig elskede Emily. Det kan være svært at forstå, at Emily og Trix ikke kommer fint ud af det med hinanden fordi de er de to i serien, der minder mest om hinanden. 
En anden afsløring kom også frem efter hendes død: Charles Gilmore var hendes grandfætter ud over at være hendes mand. Det gjorde at både hendes pigenavn og giftenavn var Gilmore. Det fik Lorelai og Rory til at spekulere på, om nogle af deres egenskaber skyldtes indavl.

## Trivialiteter
- Mens hun boede i London lejede hun i et år sit hus i Hartford ud til KoЯn. Hun siger de var "gode lejere. Tog sig dejligt af stedet. De plantede fine tulipaner i forhaven."

- Marion Ross vedblev med at optræde i serien efter Trixs død; hun spillede en birolle som Richards kusine Merilyn ved nogle af Richard og Emilys fester.